# UTC+8:45

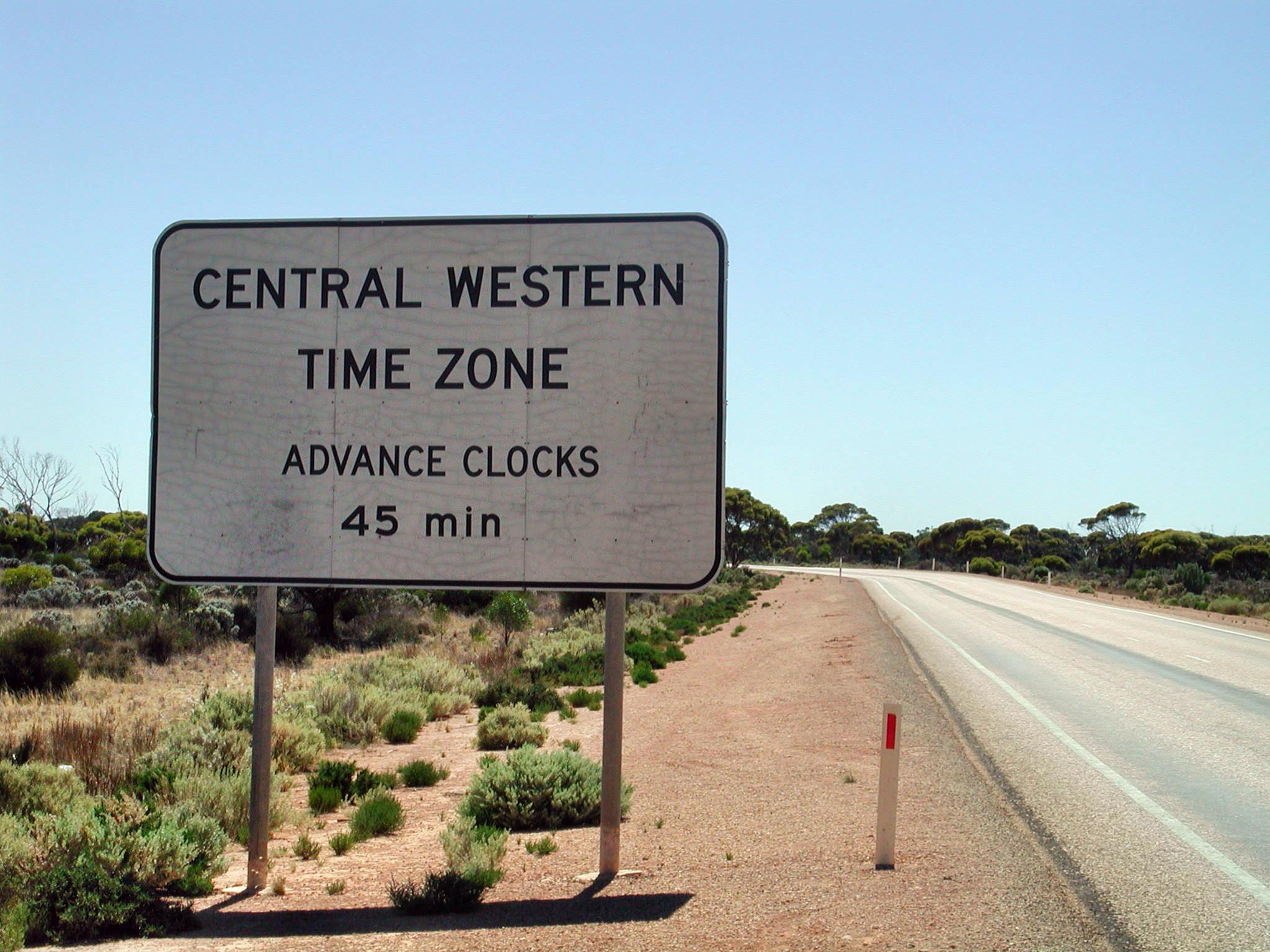
Assine na rodovia Eyre indicando o início do fuso horário não oficial do centro-oeste australiano

UTC + 8:45 é o fuso horário onde o horário local é contado a partir de mais oito horas e quarenta e cinco minutos em relação ao horário do Meridiano de Greenwich. É utilizado oficiosamente em alguns locais da Austrália do Sul e da Austrália Ocidental, dentre eles Border Village, Caiguna e Eucla.
Longitude ao meio: 131º 15' 00" L